# Outlaw Rock
Der Outlaw Rock (von englisch outlaw ‚Gesetzloser, Geächteter‘) ist ein isolierter und vom Meer überspülter Klippenfelsen im Archipel der Adelaide- und Biscoe-Inseln westlich der Antarktischen Halbinsel. In der Marguerite Bay liegt er westlich der Dion-Inseln vor dem südlichen Ende der Adelaide-Insel.
Eine hydrographische Einheit der Royal Navy an Bord der HMS Protector kartierte ihn erstmals 1963. Das UK Antarctic Place-Names Committee benannte ihn 1964 nach seiner isolierten Lage.